# Böhönye
Böhönye község Somogy vármegyében, a Marcali járásban. Hosszú idő óta a környék gazdasági, kereskedelmi központja.

## Fekvése
A vármegye nyugati felének középső részén fekszik, a Belső-Somogyi-dombság peremén.
A közvetlenül határos települések: észak felől Szenyér, északkelet felől Mesztegnyő, kelet felől Nagybajom, délkelet felől Kutas, délnyugat felől Segesd, nyugat felől Vése, északnyugat felől pedig Tapsony és Nemeskisfalud.
Noha nincs túl közel a Balaton déli partjához, a település szőlő- és borgazdasági szempontból mégis a Balatonboglári borvidék részét képezi.

### Megközelítése
Központjában keresztezi egymást a Dunaföldvár-Kaposvár-Nagykanizsa közti 61-es, és a Barcs-Nagyatád-Marcali-Balaton közti 68-as főút, ezek révén közúton az ország bármely tájáról aránylag könnyen megközelíthető.
Áthalad rajta a Somogyszob–Balatonszentgyörgy-vasútvonal is, de vonattal jelenleg már mégsem érhető el, mivel itt a személyszállítás 2009 decemberében megszűnt. [Teherforgalom 2020 nyaráig még megmaradt a vonalon, de egy villámárvíz kártétele miatt a Somogyszob felé vezető szakaszt kizárták a forgalomból, azóta teherforgalom is csak Balatonszentgyörgytől idáig van.] Böhönye megállóhely a belterület keleti részén helyezkedett el, közúti elérését a 61-es főútból észak felé kiágazó 67 302-es számú mellékút (települési nevén Vörösmarty utca) biztosítja.

## Általános tudnivalók
A Marcali kistérségen belül Böhönye 10 egységből álló mikrotérségi központ. Három település körjegyzőségi székhelye. Körjegyzőségéhez két község, Nemeskisfalud, Szenyér és egy külterületi hely, Terebezdpuszta tartozik.
Böhönyén tíz települést ellátó rendőrőrs, 9 települést magába foglaló szociális és gyermekvédelmi társulás, idősek klubja, 2x2 csoportos óvoda, 8 osztállyal 14 tanulócsoportos iskola, 1 tagiskola, alapfokú művészeti iskola, kihelyezett zeneiskola, 6 településre kiterjedő oktatási társulás működik. Az egészségügyi ellátást orvosi rendelő és gyógyszertár biztosítja. Az ivóvíz, villany, földgáz, telefon 100%-ban, a szennyvízcsatorna hálózat 80%-ban kiépített.
Böhönyén 2006. december 1. óta 24 órás szolgálatot ellátó köztestületi tűzoltóság működik, amelyhez 9 település közigazgatási területe tartozik (Böhönye, Inke, Nagybajom, Nemesdéd, Nemeskisfalud, Tapsony, Szenyér, Varászló és Vése), valamint 13 településre segítségnyújtásra is riasztják az egységeket.
2015. szeptember 21-től mentőszolgálat is alakult a településen, melynek munkatársai 2 mentőautóval látják el a szolgálatot.

## Története
Böhönye a honfoglalás korában a Bő nemzetség birtoka volt. A 16. századtól a zágrábi püspökséghez tartozott. A Böhönye név először egy 1536-os okiratban olvasható. A falu a 18. századtól a második világháborúig a Festetics család tulajdona volt. A 19. század második felében mezővárosi rangot kapott. A 19. század  hatvanas éveiben sakktáblaszerűen kialakított, mérnöki pontossággal tervezett, egyenes utcákból álló településszerkezet jött létre.

## Közélete

### Polgármesterei
- 1990–1994: Molnár József (MDF)[4]
- 1994–1998: Molnár József (független)[5]
- 1998–2002: Molnár József (független)[6]
- 2002–2006: Molnár József (független)[7]
- 2006–2007: Dr. Szijártó Henrik Gyula (független)[8]
- 2007–2010: Dr. Szijártó Henrik Gyula (független)[9]
- 2010–2014: Dr. Szijártó Henrik Gyula (független)[10]
- 2014–2015: Zsoldos Mária Piroska (független)[11]
- 2016–2019: Zsoldos Mária Piroska (független)[12]
- 2019–2024: Zsoldos Márta Piroska (független)[13]
- 2024– : Zsoldos Márta Piroska (független)[1]

A településen 2007. december 9-én időközi polgármester-választást (és képviselő-testületi választást) tartottak, az előző képviselő-testület önfeloszlatása miatt. A választáson az addigi polgármester is elindult, és meg is nyerte azt.
Két önkormányzati ciklussal és mintegy nyolc évvel később ugyancsak testületi feloszlás miatt kellett időközi választásokat tartani Böhönyén, méghozzá kettőt is. Eredetileg a választást 2015. október 11-ére tűzték ki, de aznap a polgármester-választás tekintetében nem lehetett eredményt hirdetni, az első helyen kialakult szavazategyenlőség miatt. (Az érvényesen leadott 1183 szavazatból, három jelölt közül dr. Szíjártó Henrik Gyula és Zsoldos Mária Piroska is 577-577 voksot szerzett meg.) Az emiatt szükségessé vált újabb választást 2016. február 7-én tartották meg, az őszinél lényegesen magasabb fokú választói aktivitás mellett, ami pedig Zsoldos Mária Piroskának kedvezett.

## Népesség
A település népességének változása:
| Lakosok száma | 2380 | 2336 | 2261 | 2157 | 2131 | 2158 | 2137 |
|               | 2013 | 2014 | 2015 | 2021 | 2022 | 2023 | 2024 |

A 2011-es népszámlálás során a lakosok 93,3%-a magyarnak, 6,1% cigánynak, 0,6% németnek, 0,3% románnak, 0,2% szerbnek mondta magát (6,4% nem nyilatkozott; a kettős identitások miatt a végösszeg nagyobb lehet 100%-nál). A vallási megoszlás a következő volt: római katolikus 63,2%, református 6,1%, evangélikus 1%, görögkatolikus 0,3%, felekezet nélküli 14,6% (13,8% nem nyilatkozott).
2022-ben a lakosság 91,5%-a vallotta magát magyarnak, 1,9% németnek, 1,4% cigánynak, 0,4% románnak, 0,1% horvátnak, 1,4% egyéb, nem hazai nemzetiségűnek (7,3% nem nyilatkozott; a kettős identitások miatt a végösszeg nagyobb lehet 100%-nál). Vallásuk szerint 45% volt római katolikus, 5,3% református, 0,7% evangélikus, 1% egyéb keresztény, 1,3% egyéb katolikus, 15,2% felekezeten kívüli (31,3% nem válaszolt).

## Nevezetességei
- A falu építészeti múltját és a régi emberek eszközeit a Faluházban mutatják be.
- A község területén halad át a Boronka patak, a Boronka Tájvédelmi Körzetben folytatódva.
- Református templom - barokk alapokon. Tornya az 1880-as években épült. Két harangja van; az egyik 1924-ben Sopronban Seltenhofer Frigyes gyárában, a másik 1955-ben Szlezák Rafael államosított gyárában, Rákospalotán készült.
- Festetics-kastély
- Katolikus templom, 1765-ben épült.

## Híres emberek
- Itt született Forbáth Imre (1898-1967) költő, író, újságíró, orvos.
- Itt született Kovács Géza (1928. április 22. – Érd, 2009. március 15.) jövőkutató, egyetemi tanár, az MTA doktora, a magyar intézményesült Jövőkutatás megalapítója.